# Municipio de Normanna (Minnesota)
El municipio de Normanna (en inglés: Normanna Township) es un municipio ubicado en el condado de St. Louis en el estado estadounidense de Minnesota. En el año 2010 tenía una población de 796 habitantes y una densidad poblacional de 8,43 personas por km².

## Geografía
El municipio de Normanna se encuentra ubicado en las coordenadas 46°59′34″N 91°57′40″O / 46.99278, -91.96111. Según la Oficina del Censo de los Estados Unidos, el municipio tiene una superficie total de 94.37 km², de la cual 94,31 km² corresponden a tierra firme y (0,06 %) 0,06 km² es agua.

## Demografía
Según el censo de 2010, había 796 personas residiendo en el municipio de Normanna. La densidad de población era de 8,43 hab./km². De los 796 habitantes, el municipio de Normanna estaba compuesto por el 98,49 % blancos, el 0,13 % eran afroamericanos, el 0,75 % eran amerindios, el 0,25 % eran asiáticos y el 0,38 % eran de una mezcla de razas. Del total de la población el 0,38 % eran hispanos o latinos de cualquier raza.